# Hans von Ludwiger

Hans von Ludwiger

Hans Gottlob Carl von Ludwiger (* 13. November 1877 in Stade; † 7. März 1966 in Lübeck) war ein deutscher Offizier und Politiker (DNVP).

## Herkunft
Seine Eltern waren der preußische Oberst Moritz von Ludwiger (1846–1911) und dessen Ehefrau Klara, geborene Gerhardt (* 1853).

## Leben
Nach dem Besuch der Vorschule und der Gymnasien in Stade, Bremen und Mainz sowie dem Abitur 1896 am Gymnasium in Graudenz trat Ludwiger als Fahnenjunker in das Füsilier-Regiment „General-Feldmarschall Graf Blumenthal“ (Magdeburgisches) Nr. 36 in Halle ein. Er wurde 1897 Offizier, besuchte von 1906 bis 1909 die Kriegsakademie in Berlin und übernahm im Anschluss ein zweijähriges Kommando zur Dienstleistung im Großen Generalstab. Danach wirkte er kurzzeitig höherer Adjutant und Kompaniechef. Während des Ersten Weltkrieges war er zunächst als Hauptmann Kompanieführer, dann Erster Generalstabsoffizier einer Division und schließlich im Großen Hauptquartier und Kriegsamt eingesetzt. Zuletzt wurde er als Major Abteilungsleiter im Großen Hauptquartier und als solcher Ende 1918 stellvertretender Chef des Generalstabes des Feldeisenbahnwesens.
Ludwiger war seit Frühjahr 1919 Generaldirektor und Generalbevollmächtigter der Fürstlich zu Solms'chen Güter in Schlesien. Von Oktober 1922 bis September 1932 fungierte er als Hauptgeschäftsführer der Vereinigung mitteldeutscher Rohrzuckerfabriken in Halle. Danach übernahm er die Geschäftsführung des Bundes der Zuckerfabriken und der Pflichtrübenanbauer Deutschlands.

## Familie
Er heiratete am 24. September 1904 Erika Richter (* 1883), eine Tochter des preußischen Generalmajors Paul von Richter. Aus der Ehe gingen die Söhne Jürgen (* 1909) und Felix (* 1918) und die Tochter Hildegard (* 1924) hervor.

## Abgeordneter
Ludwiger war Stadtrat in Halle. Bei der Reichstagswahl im Juli 1932 wurde er in den Deutschen Reichstag gewählt, dem er bis November 1933 angehörte. Im Parlament vertrat er den Wahlkreis Liegnitz.

## Ehrungen
- Königlich Schwedischer Konsul
- Ehrensenator der Martin-Luther-Universität Halle-Wittenberg